# Albert Baumann
Albert Baumann was een Zwitsers schutter. Hij nam deel aan de Olympische Zomerspelen van 1896.

## Belangrijkste resultaten
Baumann was een van de twee Zwitserse deelnemers aan de Olympische Zomerspelen van 1896. Binnen het onderdeel van de schietsport op deze Spelen nam hij deel aan het onderdeel van het schieten met een militair geweer over een afstand van 200 m. In deze competitie werd hij achtste met 1.294 punten.

### Olympische Zomerspelen
| Jaar | Plaats | Resultaten               |
| ---- | ------ | ------------------------ |
| 1896 | Athene | 8e militair geweer 200 m |